# Emma Louise Call
Emma Louise Call (1847 – 1937) era una médica estadounidense, y una de las primeras mujeres médicas en los Estados Unidos. Junto con Sigmund Exner, es uno de los homónimos de los cuerpos de Call-Exner , un signo patognomónico de los tumores de células de la granulosa. Estos tumores están asociados con cánceres ováricos.

## Biografía
Call recibió su doctorado en medicina de la Facultad de Medicina de la Universidad de Míchigan en 1873, y se trasladó a Viena como estudiante de posgrado de Sigmund Exner. En 1875,  publicaron el manuscrito que anuncia sus hallazgos en patología - folículos eosinofílicos presentes en tumores ováricos - que más tarde serían conocidos por sus nombres. Esta sería la única publicación de Call, ya que más tarde regresó a Boston para dedicarse a la práctica clínica obstétrica durante 40 años. Call se convertiría en la primera mujer en recibir la afiliación a la Sociedad Médica de Massachusetts en 1884.
"Entré en el Departamento Médico Universitario el primer año que las mujeres fueron admitidas. La primera clase de mujeres... era naturalmente objeto de mucha atención crítica o de otra tipo (especialmente crítica) por lo que en muchos sentidos fue todo un calvario. Creo que sólo un miembre del profesorad de la facultad médica estaba incluso moderadamente a favor de la admisión de mujeres, por lo  que  habla bien de su escrupulosidad cuándo  digo (con posiblemente una excepción) que sentímos que tuvimos [un] trato justo con todos ellos."
Respecto a la cita de Call, Robert H. Young declaró que "Corydon Ford había enseñado Elizabeth Blackwell en la Universidad Médica de Geneva y era tolerante con el alumnado femenino, aunque no todos los profesores eran tan amables. El profesor de química, Silas Douglas, no intervino cuándo el alumnado masculino golpeó con sus pies el suelo y gritó cuando las mujeres entraron en el aula de conferencias para la única clase que se ensañaba en clases mixtas."